# 뉴런 (학술지)
뉴런(Neuron)은 엘스비어 산하의 셀 프레스에 의해 격주로 발행되는 신경과학 분야의 학술지이다.

## 같이 보기
- 셀 (학술지)